# Oresznik

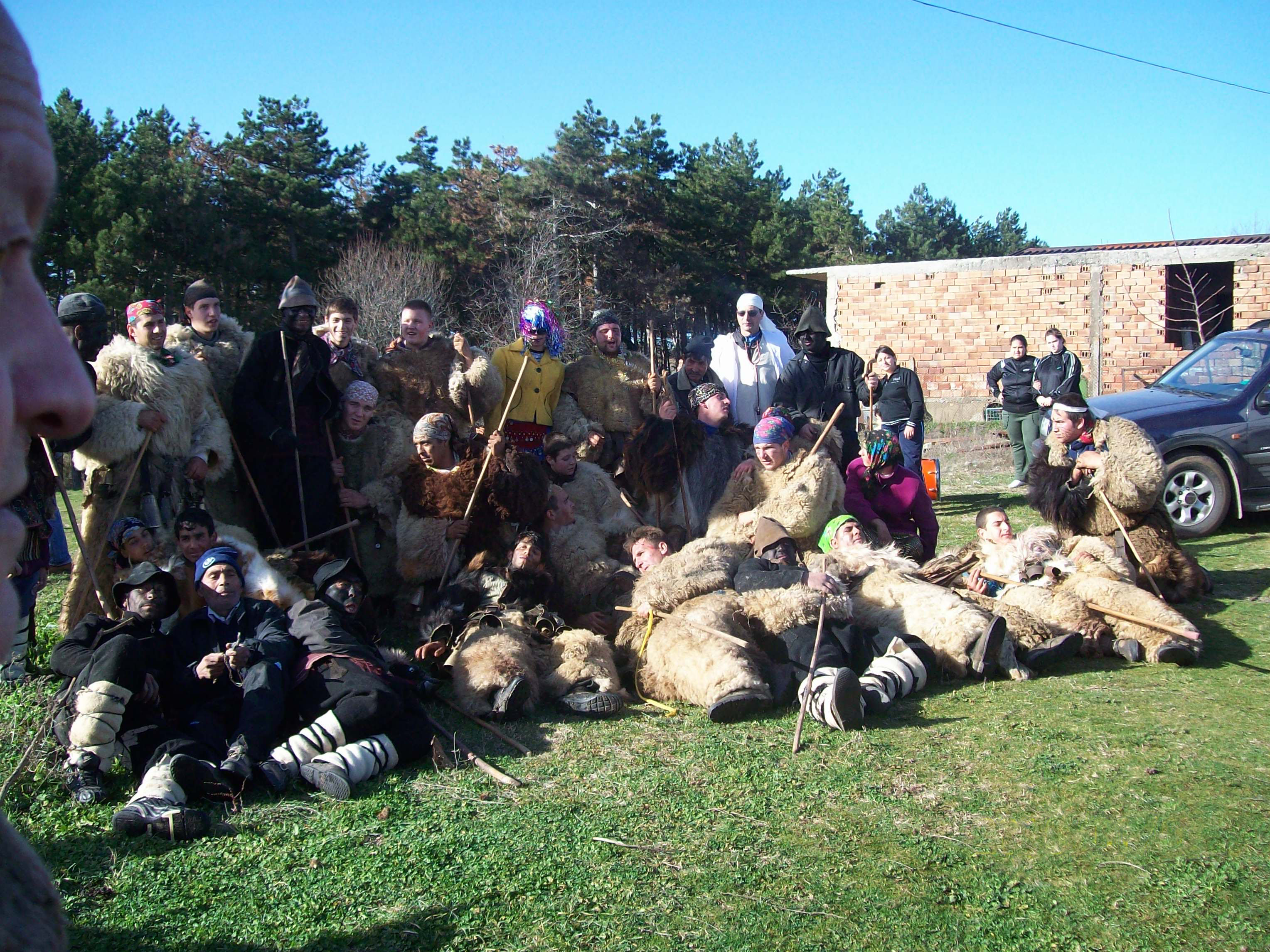
Dżamali

Oresznik (bułg. Орешник, gre. Καραϊς) – wieś w południowej Bułgarii, w obwodzie Chaskowo, w gminie Topołowgrad.
Miejscowość leży u podnóża góry Sakar. Gospodarka wsi opiera się głównie na uprawie zbóż, tytoniów oraz winorośli.
Wieś była wzmiankowana w 1606 roku.